# 赛尔龙乡
赛尔龙乡，是中华人民共和国青海省黄南藏族自治州河南蒙古族自治县下辖的一个乡镇级行政单位。

## 行政区划
赛尔龙乡下辖以下地区：
赛尔龙牧委会、兰龙牧委会、尕克牧委会、尖克牧委会和尕欠牧委会。